# Bułgarski Związek Socjaldemokratyczny
Bułgarski Związek Socjaldemokratyczny (bułg. Български социалдемократически съюз, BZS) – bułgarska partia polityczna założona w 1892 (według innych źródeł w 1893) przez socjaldemokratów o poglądach reformistycznych. W 1894 BZS połączył się z Bułgarską Partią Socjaldemokratyczną tworząc Bułgarską Robotniczą Partię Socjaldemokratyczną.

## Historia
W 1891 bułgarscy socjaldemokraci skupieni wokół Dimityra Błagojewa zorganizowali tzw. kongres buzłudżański, na którym zdecydowali o utworzeniu Bułgarskiej Partii Socjaldemokratycznej. Wkrótce po powstaniu partii wśród socjaldemokratów zarysowały się dwie frakcje ideologiczne. Grupa działaczy o poglądach marksistowsich, na czele z Błagojewem i Nikołem Gabrowskim, opowiadała się za powiązaniem ruchu socjalistycznego z robotniczym. Kierunek ten nie odpowiadał tzw. reformistom, którzy sprzeciwiali się natychmiastowemu włączeniu robotników w walkę polityczną uważając, iż należy kontynuować pracę nad budową ich świadomości klasy pracującej. Na czele frakcji reformistów stanęli: Janko Sakyzow, Sławi Bałabanow, Christian Rakowski, Sawa Mutafow i Konstantin Bozwelijew. Frakcja ta, nazywana także „grupą genewską” (z uwagi na fakt, iż Bałabanow i Rakowski studiowali w Genewie, gdzie przygotowali swój program bułgarskiej socjaldemokracji) założyła własną partię, którą nazwała Bułgarskim Związkiem Socjaldemokratycznym. Organem prasowym BZS została gazeta „Towarzysz” (bułg. Другар), na łamach której prowadzono polemikę ze zwolennikami Błagojewa.
Ponieważ działacze obu partii zdawali sobie sprawę, że podziały wśród socjaldemokratów osłabiają znaczenie formacji na scenie politycznej, w 1894 zawarli porozumienie o połączeniu ugrupowań w Bułgarską Robotniczą Partię Socjaldemokratyczną. Konfliktu ideologicznego nie udało się jednak przezwyciężyć, w związku z czym w następnych latach doszło do kolejnego podziału: na tzw. „wąskich socjalistów” (bułg. тесни социалисти), którzy utworzyli Bułgarską Partię Komunistyczną i prodemokratycznych „szerokich socjalistów” (bułg. широки социалисти), do których należała większość działaczy byłego BZS.